# Bruce Hampton
Bruce Hampton (nascido como Gustav Valentine Berglund III; Knoxville, 30 de abril de 1947 – Atlanta, 1 de maio de 2017) foi um músico estadunidense, que também era chamado de "O Avô da Cena Jam".

## Carreira
No final da década de 1960 ele era um membro fundador da vanguarda de Atlanta Hampton Grease Band. Adotando o apelido Colonel Hampton B. Coles, Retired ou alternativamente Col. Bruce Hampton Ret., e algumas vezes tocando uma espécie de guitarra anã chamada "chazoid", ele formou várias outras bandas mais tarde. Alguns desses nomes de banda incluem The Late Bronze Age, The Aquarium Rescue Unit, The Fiji Mariners, The Codetalkers, The Quark Alliance, Pharaoh Gummitt, e Madrid Express.

## Morte
Em 1 de maio de 2017, Hampton estava sendo honrado com um concerto com participação de seus amigos no Fox Theatre em Atlanta, Geórgia para seu 70º aniversário quando desmaiou de um ataque cardíaco no palco durante uma apresentação da repetição de "Turn on Your Lovelight." Como resultado, Hampton caiu bruscamente sobre um amplificador na borda do palco por vários minutos antes de ele ser tirado do palco para atenção médica; porque pessoas pensaram que ele estava brincando. Morreu em pouco tempo desde então no Emory University Hospital Midtown.